# Kevin Vink
Kevin Vink (Maassluis, 30 juli 1984) is een Nederlandse voetballer.
De ruim twee meter lange spits probeerde het ooit in de jeugd bij Sparta, maar keerde terug naar zijn geliefde Excelsior Maassluis. In het seizoen 2005/06 speelde Vink in de zaterdaghoofdklasse A.
De aanvaller werd ook geselecteerd voor het Nederlands amateurelftal en maakte indruk door in een oefenduel tegen het olympisch elftal te scoren uit een vrije trap. RKC Waalwijk bood hem een kans in het betaald voetbal.
In het seizoen 2006/07 speelde Vink voornamelijk in Jong RKC, waarvoor hij scoorde tegen Ajax in de KNVB beker. Aan het eind van het seizoen debuteerde Vink in het eerste elftal van RKC.
Zijn goede prestaties als supersub in het seizoen 2007/08 zorgden ervoor dat hij in de winter zijn contract bij RKC mocht verlengen. Desondanks speelde Vink in het seizoen 2008/09 niet veel, waarna hij in de winterstop op huurbasis naar Excelsior vertrok. Daar maakte hij met vijf goals uit vijf duels een stormachtige entree.
Na dat seizoen keerde Vink terug bij RKC, waar hij voornamelijk als invaller fungeerde. Zijn aflopende contract werd niet verlengd, waarna hij in juni 2010 koos voor een rentree bij Excelsior Maassluis.

## Clubstatistieken
| Seizoen | Club         | Duels | Goals | Competitie     |
| ------- | ------------ | ----- | ----- | -------------- |
| 2006/07 | RKC Waalwijk | 2     | 0     | Eredivisie     |
| 2007/08 | RKC Waalwijk | 26    | 6     | Eerste Divisie |
| 2008/09 | RKC Waalwijk | 17    | 3     | Eerste Divisie |
| 2008/09 | Excelsior    | 14    | 6     | Eerste Divisie |
| 2009/10 | RKC Waalwijk | 6     | 0     | Eredivisie     |
| Totaal  | Totaal       | 65    | 15    |                |